# Sénart
Koordinaten: 49° N, 3° O
Sénart (ehemals Melun-Sénart) ist eine Ville nouvelle (dt.: Stadtgründung durch Gemeindezusammenschluss) im Süden der Île-de-France und hat Anteil an den Départements Seine-et-Marne und Essonne. Der Name leitet sich vom Forêt de Sénart ab.

## Statut
Sénart ist eine Operation d'intérêt national (OIN), die 10 Gemeinden aus zwei Departements vereint. Bis 2016 war es auf zwei öffentliche Établissement public de coopération intercommunale (EPCI) aufgeteilt:
- die Communauté d’agglomération de Sénart in Seine-et-Marne mit 8 Gemeinden: Cesson, Combs-la-Ville, Lieusaint, Moissy-Cramayel, Nandy, Réau, Savigny-le-Temple und Vert-Saint-Denis;
- die Syndicat d'agglomération nouvelle de Sénart en Essonne in Essonne mit 4 Gemeinden: Saint-Pierre-du-Perray, Tigery und außerhalb der OIN: Saintry-sur-Seine und Morsang-sur-Seine.

Diese beiden EPCI fusionierten am 1. Januar 2016 zur Communauté d’agglomération Grand Paris Sud Seine-Essonne-Sénart, die weit über den Umfang des OIN hinausgeht.
Die Établissement public d'aménagement der neuen Stadt Sénart (EPA Sénart) unter der Aufsicht des für Regionalplanung zuständigen Ministeriums hat die Aufgabe, alle 10 Gemeinden der neuen Stadt zu planen und zu entwickeln.

## Bevölkerung
Sénart hat auf einer Fläche von 12.560 Hektar zusammen mit Saintry und Morsang sur Seine nach der Volkszählung von 2008 114.196 Einwohner, was einer Bevölkerungsdichte von 909 Einw./km² entspricht; dies ist im Vergleich mit anderen Neuen Städten der Region wenig, obwohl die Bevölkerung seit Beginn der Maßnahme um den Faktor 5 angewachsen ist.
| Communes               | 1968   | 1975   | 1982   | 1990   | 1999   | 2008    | 2015    |
| ---------------------- | ------ | ------ | ------ | ------ | ------ | ------- | ------- |
| Cesson                 | 2 283  | 4 948  | 7 522  | 7 878  | 7 699  | 8 012   | 10 033  |
| Combs-la-Ville         | 6 192  | 11 093 | 13 759 | 19 973 | 20 953 | 21 324  | 22 154  |
| Lieusaint              | 800    | 657    | 510    | 5 200  | 6 365  | 10 210  | 13 242  |
| Moissy-Cramayel        | 2 364  | 3 172  | 5 195  | 12 263 | 14 298 | 17 186  | 17 630  |
| Nandy                  | 349    | 327    | 1 548  | 5 429  | 6 159  | 5 852   | 5 910   |
| Réau                   | 497    | 525    | 509    | 663    | 705    | 1 046   | 1 777   |
| Savigny-le-Temple      | 828    | 2 881  | 11 835 | 18 520 | 22 339 | 27 757  | 30 260  |
| Vert-Saint-Denis       | 2 799  | 3 896  | 4 458  | 7 012  | 7 493  | 7 081   | 7 369   |
| Sénart-Ville Nouvelle  | 16 112 | 27 499 | 45 336 | 77 294 | 86 011 | 98 399  | 108 375 |
| Morsang-sur-Seine      | 159    | 162    | 287    | 350    | 380    | 491     | 547     |
| Saint-Pierre-du-Perray | 611    | 1 360  | 1 849  | 3 342  | 5 801  | 7 844   | 10 501  |
| Saintry-sur-Seine      | 1 909  | 3 046  | 3 642  | 4 929  | 4 998  | 5 154   | 5 654   |
| Tigery                 | 472    | 430    | 439    | 1 140  | 1 257  | 2 308   | 3 449   |
| Sénart en Essonne      | 3 151  | 4 998  | 6 217  | 9 761  | 12 436 | 15 797  | 20 151  |
| Zusammen               | 19 263 | 32 497 | 51 553 | 87 055 | 98 447 | 114 196 | 128 526 |

## Geschichte der Stadtgründung
| Beginn              | Maßnahme |
| ------------------- | --- |
| 1965                | Die Regierung beschließt neue Städte im Umfeld von Paris zu schaffen, um das Bevölkerungswachstum im Ballungsraum in den Griff zu bekommen. Mit der Erstellung des ersten Plans wurde Paul Delouvrier, beigeordneter Minister für den Distrikt von Paris von 1961 bis 1969, betraut; er galt daher auch als Vater der Neuen Städte. Hierzu zählen insbesondere im Südosten von Paris Lieusaint-Tigery zwischen Melun et Corbeil-Essonnes. |
| 10. Dez. 1969       | Der Umriss der Neuen Stadt Melun-Sénart ist festgelegt und umfasst 18 Gemeinden (11 im Departement Seine-et-Marne, 7 im Essonne). |
| 28. Jan. 1970       | Die lokale Kommission zur Planung und Urbanisierung (SDAU) wird eingerichtet und mit der weiteren Entwicklung von Melun-Sénart betraut. |
| 15. Okt. 1973       | Es wird ein Amt zur Planung und Entwicklung zur Erschließung des Gebiets eingerichtet; hierzu gehören auch die 3 „Syndicats communautaires d’aménagement“ (Planungssyndicat der Gemeinden (SCA)), die die Stadt Melun-Sénart bilden: - Groß-Melun, bestehend aus 7 Gemeinden im Departement Seine-et-Marne (Cesson, Le Mée-sur-Seine, Melun, Nandy, Savigny-le-Temple, Seine-Port und Vert-Saint-Denis); - Sénart-Villeneuve, bestehend aus 4 Gemeinden im Departement Seine-et-Marne (Combs-la-Ville, Lieusaint, Moissy-Cramayel und Réau); - Rougeau-Sénart, bestehend aus 7 Gemeinden im Departement Essonne (Étiolles, Morsang-sur-Seine, Soisy-sur-Seine, Saint-Germain-lès-Corbeil, Saint-Pierre-du-Perray, Saintry-sur-Seine und Tigery). |
| 5. Dez. 1975        | Das SDAU von Melun-Sénart wird genehmigt. |
| 13. Juli 1983       | Das Gesetz Rocard modifiziert das Statut der Neuen Städte. - 20. Dez. 1983: Acht Gemeinden verlassen die Neue Stadt. - 1984: Die 3 SCA werden durch das neugeschaffene Syndicat des Neuen Ballungsraums (SAN) ersetzt: - Sénart-Ville Nouvelle, im Departement Seine-et-Marne, worin Grand-Melun und Sénart-Villeneue (außer den drei Gemeinden, die die Struktur verlassen haben: Le Mée-sur-Seine, Melun und Seine-Port); - Rougeau-Sénart, im Departement Essonne, worin nur noch Saint-Pierre-du-Perray und Tigery vereint sind (5 andere Gemeinden haben die Struktur verlassen: Étiolles, Morsang-sur-Seine, Soisy-sur-Seine, Saint-Germain-lès-Corbeil und Saintry-sur-Seine)                                                             |
| 16. Febr. 1994      | Rougeau-Sénart wird zu Sénart en Essonne. |
| 23. April 1997      | Melun-Sénart wird in Sénart umbenannt. |
| Ende 2002 Anf. 2003 | Die erste Phase des Viertels Sénart, neues Stadtzentrum der Neuen Stadt, entsteht auf dem Gebiet der Gemeinden Savigny-le-Temple und Lieusaint. |
| 1. Jan. 2003        | Morsang-sur-Seine und Saintry-sur-Seine vereinen sich mit dem SAN Sénart en Essonne, ohne den Umfang des Neuen Stadt groß zu verändern. |
| 2013                | Vorbereitung des Vertrags über die territoriale Entwicklung. – Neuerung für Logistik und Wirtschaftsentwicklung (Die Unterschrift ist für Dezember 2013 vorgesehen). |

## Das „Carré Sénart“
Das „Sénart-Viertel“ (Carré Sénart) liegt im Herzen der Neuen Stadt und soll deren Zentrum werden. Heute umfasst es ein Einkaufszentrum, das dem Viertel den Namen gegeben hat und verschiedene Vergnügungseinrichtungen. Den Entwurf lieferte der Architekt Jean-Paul Viguier. Als Einkaufszentrum der neuen Generation trägt es der zukünftigen Entwicklung Rechnung. Die Klimaanlage des Carré Sénart wird durch eine Windkraftanlage betrieben.

## Verkehrsanbindung

### RER
Die Neue Stadt Sénart ist in Nord-Süd-Richtung durch vier Bahnhöfe der Linie RER D an das Netz der RER angeschlossen:
- Combs-la-Ville – Quincy;
- Lieusaint – Moissy;
- Savigny-le-Temple – Nandy;
- Cesson.

### Bus
Alle Gemeinden der Neuen Stadt sind an das Busnetz Sénart Bus angeschlossen.
Zwischen den Städten Sénart und Melun besteht dabei durch die Citalien eine Direktverbindung.

### Schnellbus
Im Jahr 2011 wurde ein Metrobus (TZen 1) in Dienst gestellt und verbindet den Bahnhof Gare de Lieusaint mit dem von Corbeil-Essonnes, womit gleichzeitig eine Verbindung mit den zwei Linien der RER D (der von Melun und der von Malsherbes) hergestellt ist. Auch das Carré Sénart ist angebunden. Für 2018/2020 ist eine neue Verbindung geplant: der TZen 2 von Sénart nach Melun bis zum Carré Sénart.

## Wirtschaft
Aus der Tatsache, dass die Neue Stadt Sénart zum Pariser Ballungsraum gehört, ergibt sich die Notwendigkeit, einen Plan zur Lärmbekämpfung mitzuentwickeln. Die von der Stadt ergriffenen Maßnahmen sind auf einer Internetseite veröffentlicht worden.

## Lehre und Forschung
- Institut catholique d’arts et métiers

## Theater

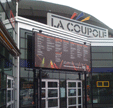
Theater la Coupole in Combs-la-Ville

Eine der wichtigsten Einrichtungen der Theaterszene von Sénart befindet sich gegenwärtig in Combs-la-Ville (La Coupole) und in Moissy-Cramayel (La Rotonde). Pro Saison werden etwa 50 Aufführungen angeboten, darunter Theaterstücke, Zirkus für die ganze Familie, Musikaufführungen (Jazz, Klassik, Unterhaltungsmusik) und auch Darbietungen zeitgenössischer Choreographen.
Im Gebiet des Carré Sénart ist ein neuer Theaterbau geplant. Die Arbeiten sollten im Jahr 2012 unter der Aufsicht des SAN Sénart nach einem Entwurf des Architekturbüros Chaix et Morel beginnen.